# PJs
PJs är en leranimerad tv-serie skapad av Eddie Murphy, Larry Wilmore och Steve Tompkins. Handlingen kretsar kring livet i ett offentligägt bostadsprojekt, urbant placerat i ett av Detroits mindre attraktiva områden. Eddie Murphy lånade även ut sin röst till huvudkaraktären Thurgood Stubbs. Tv-serien, som numera är nedlagd, producerades av Ron Howard och Brian Grazer på Imagine Entertainment, The Murphy Company och Will Vinton Studios i samarbete med Touchstone Television. 
40 halvtimmeslånga avsnitt visades under tv-seriens treåriga levnadstid mellan 1999 och 2001. Sex stycken avsnitt, producerade av Warner Bros., visades dock aldrig. Varje avsnitt tog över två månader att producera på grund av den tidsödande handgjorda leranimeringen. Tv-serien visades till en början i kanalen FOX men flyttades under 2000-2001 över till Warner Bros. Där lades den snabbt ner på grund av sin kostsamma budget. De sista tre avsnitten visades inte förrän under 2003. I Sverige visades tv-serien på kanalen ZTV.
PJs vann tre Emmy Awards-priser och ett Annie Award-pris under sin tid. Alla uppskattade emellertid inte serien som fick en del kritik för det sitt sätt att skildra svarta amerikaner. Bland annat märks den politiskt intresserade regissören Spike Lee som anklagade serien för att ge en negativ och rasistisk bild av de offentliga bostadsprojekten. George Clinton producerade musiken till serien tillsammans med Quincy Jones son QD3

## Karaktärer
- Thurgood Stubbs - Vicevärden i huset som har kort stubin och oftast försätter sig i problematiska situationer. Spelas av Eddie Murphy.
- Muriel Stubbs - Thurgoods fru - det sunda förnuftet. Spelas av Loretta Devine.
- Ms. Avery - Pensionären som vars ryktbarhet uppstod då hon sköt brevbäraren... eller då hon sköt sophämtaren. Spelas av Ja'net Dubois
- Calvin och Juicy - Två pojkar, bästa kompisar som idoliserar Thurgood. Juicy är den tjocka och slötänkta.
- Smokey - Crackpundaren som alltid retar upp Thurgood.  Hans riktiga namn är Elister, men kallades "Mr. Crackhead" och "Mr. Crack" i de två första avsnitten. Han slutar knarka i den tredje säsongen men fortsätter att vara hemlös. Spelas av Shawn Michael Howard.
- Jimmy Ho - En koreansk hyresgäst, gift med Bebe, som tror att han är svart.
- Bebe Ho - Muriels skvallrande syster. Hon hatar Thurgood. Spelas av Jennifer Lewis.
- Mambo "Haiti Lady" Garcel - En voodoopraktiserande hyresgäst som ofta hamnar i konflikt med Thurgood.
- Sanchez - Thurgoods kompis som inte kan prata på grund av en rökrelaterad sjukdom. Han använder därför en elektrisk voicebox mot halsen för att kommunicera.
- Rasta Man - Den jamaicanska stereotypen och marijuanarökaren. Han ses oftast med ett rökmoln omkring sig.
- Walter - Kriminalvårdsövervakaren med ett förflutet som mutad polis. Hans förflutna dyker ofta upp eftersom många runt projekthusen är skyldiga honom gentjänster. Spelas av Marc Wilmore
- HUD Lady - Socialarbetaren på HUD som alltid syns i siluette silhouette och aldrig ger Thurgood vad han behöver (medan hon är extremt hjälpsam mot Muriel). Hon avslutar varje mening med att skrika "Next".
- Tarnell - Den lokala projekthus-skojaren som Thurgood alltid vänder sig till när han behöver hjälp.

## Avsnitt

### Säsong 1 [FOX]: 1999
Pilotavsnitt:  Unaired Pilot Episode
1. Hangin' With Mr. Super
2. Bones, Bugs, & Harmony
3. The Door
4. The Journal
5. Rich Man, Porn Man
6. Bougie Nights
7. A Hero Aint Nothin But A Super
8. He's Gotta Have It [Nominated for an Emmy Award
9. Boyz N The Woods
10. Operation Gumbo Drop
11. U Go Kart
12. House Potty
13. Haiti Sings The Blues
14. How the Super Stoled [sic] Christmas

### Säsong 2: 1999-2000
1. Home School Dazed
2. The Preacher's Life
3. The HJs
4. Haiti & The Tramp
5. Weave's Have A Dream
6. Let's Get Ready To Crumble
7. Who Da Boss?
8. Ghetto Superstars
9. Fear Of A Black Rat
10. What's Eating Juicy Hudson?
11. The Jeffersons
12. Robbin HUD
13. Cliffhangin With Mr. Super
14. The Last Affirmative Action Hero
15. Parole officer & A Gentleman

### Season 3 [WB]: 2000-2001
1. Boyz Under The Hood
2. New Years Eve Special: 32. Scathroat
3. Smoke Gets In Your High Rise
4. National Buffoon's European Vacation
5. Cruising For A Bluesing
6. It Takes A Thurgood
7. Miracle Cleaner on 134th Street
8. Survival: In Tha Hood
9. Let's Get Ready To Rumba
10. A Race To His Credit
11. Red Man's Burdem [Ej visad]
12. Clip Show [Ej visad]
13. Untitled Episode  [Ej visad]
14. Thurgood, Boxer  [Ej visad]
15. Richness Is Me  [Ej visad]
16. Last Episode:  Ej namngiven [Ej visad]

- Not: De sista icke-visade avsnitten har visats på vissa marknader såsom i Storbritannien på Channel 4 under 2003.

## Soundtrack
1. It's Nothing (Featuring R.O.C.) -- Jermaine Dupri & Da Brat
2. Talkin' Trash (Featuring Bassy) -- Timbaland
3. Life In The Projects -- Snoop Dogg
4. Hat Low -- Goodie Mob
5. Way 2 Strong -- Bizzy Bone
6. The Ghetto (Featuring O) -- Krayzie Bone
7. Giant Size -- Raekwon Feat. American Cream Team
8. Rapid Fire -- O
9. Holiday (Featuring Marie Antoinette) -- Earth Wind & Fire
10. Get Involved -- Raphael Saadiq & Q Tip
11. What I Am -- Smith, Sy
12. No More Rainy Days -- Destiny's Child
13. Here I Go -- Infamous Syndicate
14. Til It's Over -- Krumbsnatcha
15. Always Been You -- Imajin
16. PJs -- George Clinton